# Klasea lycopifolia
Serratule à feuilles de lycopode, Serratule à feuilles de chanvre d'eau
Espèce
Statut de conservation UICN

 DD  : Données insuffisantes
La Serratule à feuilles de lycopode ou Serratule à feuilles de chanvre d'eau (Klasea lycopifolia) est une espèce de plante à fleurs de la famille des Asteracées.

## Description
Ce sont des plantes vivaces.

## Statut de protection
En France, l'espèce est protégée sur l'ensemble du territoire métropolitain.

## Synonymes
- Carduus hyssopifolius Schur
- Carduus lycopifolius Vill.
- Carduus nitidus Waldst. & Kit.
- Klasea heterophylla Cass.
- Serratula kitaibelii G. Don ex Loud.
- Serratula lycopifolia (Vill.) A. Kerner
- Serratula lycopifolia (Vill.) Beck
- Serratula lycopifolia (Vill.) Wettst.
- Serratula nitida Bess.